# Саутер, Дэвид
Дэвид Хэкетт Саутер или Сутер (англ. David Hackett Souter; 17 сентября 1939, Мелроз, Массачусетс — 8 мая 2025, Hopkinton, Нью-Гэмпшир) — американский юрист, член Верховного суда США в 1990—2009 годах. Ранее был генеральным прокурором штата Нью-Гэмпшир (1976—1978), членом Высшего (1978—1983) и Верховного (1983—1990) судов штата Нью-Гэмпшир и членом Апелляционного суда первого округа США (апрель—октябрь 1990).
От республиканца Саутера, назначенного в Верховный суд США президентом-республиканцем Джорджем Бушем — старшим на место Уильяма Бреннана, ожидалась консервативная позиция, но вскоре Саутер стал центристом, а затем и присоединился к либеральному крылу суда. Он ушёл в отставку в 2009 году, после вступления в должность президента-демократа Барака Обамы, что позволило последнему назначить в Верховный суд США Соню Сотомайор.

## Ранние годы, образование и начало карьеры
Уильям Хэкетт Саутер родился 17 сентября 1939 года в городе Мелроз американского штата Массачусетс в семье банкира Джозефа Александра Саутера и домохозяйки Хелен Адамс Хэкетт Саутер. Он был их единственным ребёнком. Когда Дэвиду исполнилось шесть лет, семья переехала в штат Нью-Гэмпшир.
В 1961 году Саутер получил степень бакалавра искусств в Гарвард-колледже, в 1963 году стал бакалавром искусств оксфордского Магдален-колледжа по стипендии Родса, а в 1966 году — бакалавром права в Гарвардской школе права. Занимался частной практикой в Конкорде, а с 1968 года работал на руководящих должностях в генеральной прокуратуре штата Нью-Гэмпшир, в том числе генеральным прокурором штата (1976—1978). После этого входил в состав Высшего (1978—1983) и Верховного (1983—1990) судов штата Нью-Гэмпшир.

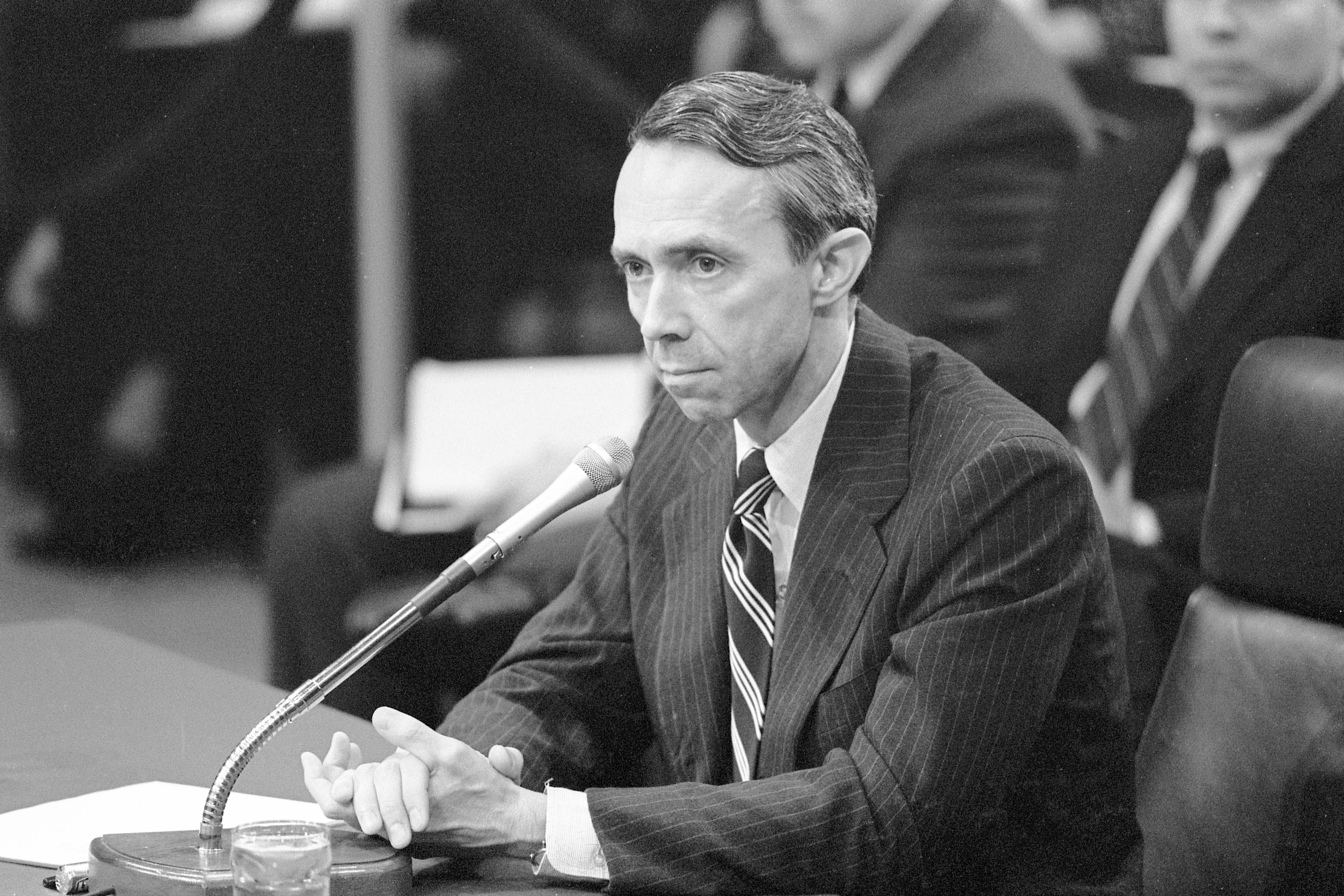
Дэвид Саутер на сенатских слушаниях по его кандидатуре в Верховный суд США

В январе 1990 года президент США Джордж Буш — старший выдвинул Саутера в Апелляционный суд первого округа США (после утверждения Сенатом США его кандидатуры Саутер работал в этом суде с апреля по октябрь того же года), а уже в июле Буш выдвинул Саутера в Верховный суд США вместо Уильяма Бреннана. Саутер был утверждён Сенатом в должности члена Верховного суда США 2 октября 1990 года (за его кандидатуру проголосовали 90 сенаторов, против — 9) и вступил в должность на следующий день.
Буш выдвинул Саутера в Верховный суд по рекомендации Джона Генри Сунуну, который на тот момент занимал должность главы аппарата Белого дома, а ранее был губернатором Нью-Гэмпшира, и сенатора США от Нью-Гэмпшира Уоррена Рудмана. Республиканцы ожидали, что Саутер проявит себя как консервативный судья, у которого не было истории решений по острым вопросам. Национальная организация женщин и Национальная ассоциация содействия прогрессу цветного населения выступили против кандидатуры Саутера, подвергнув сомнению его позицию по праву на аборт (особенно решение «Роу против Уэйда») и по гражданским правам, соответственно.

## В Верховном суде США

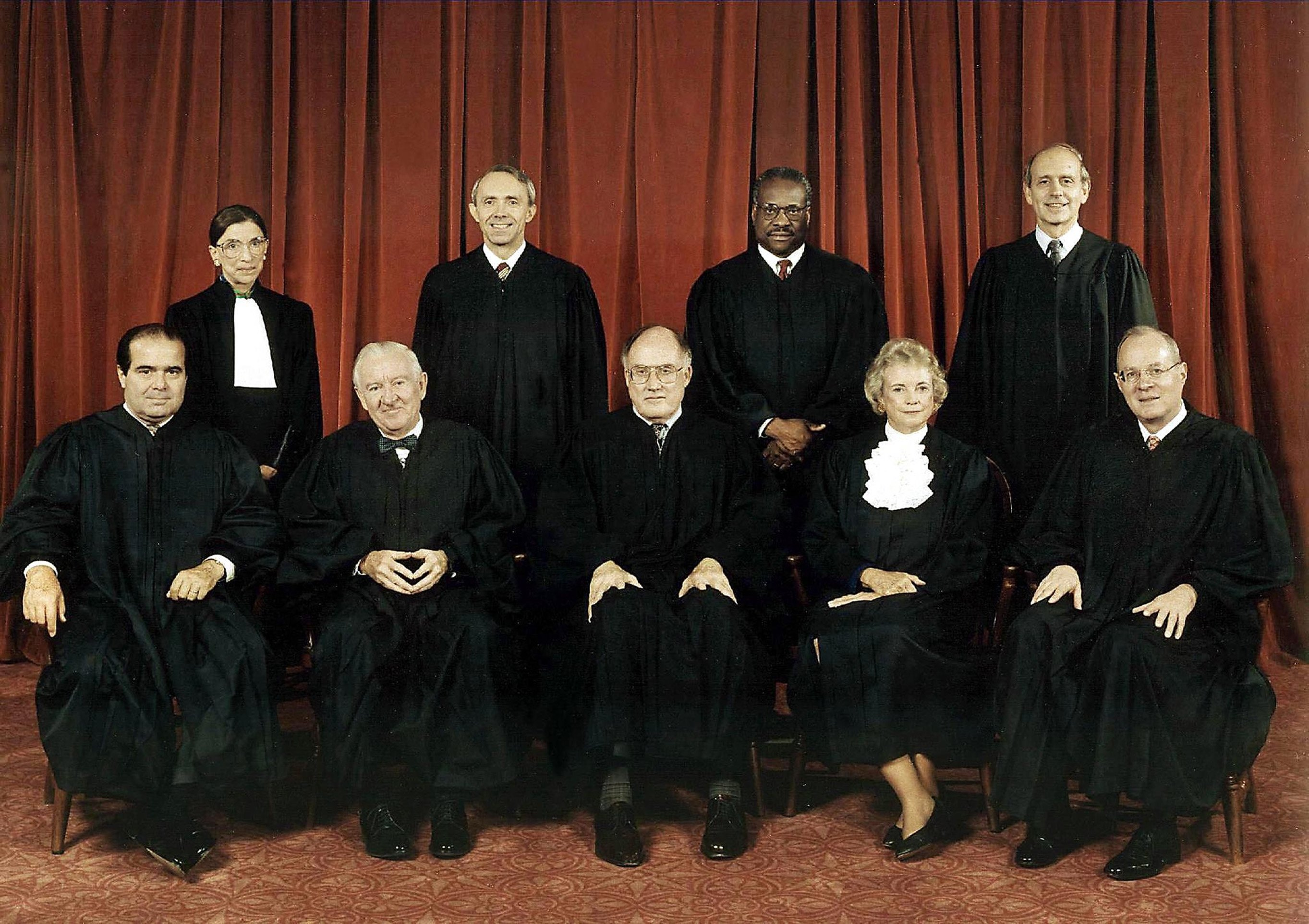
Групповой портрет судей Верховного суда США (1998). Саутер — второй слева во втором ряду

В начале работы Саутера в федеральных судах его называли умеренным консерватором, но вскоре после прихода в Верховный суд США он присоединился к решению «Planned Parenthood против Casey» (1992), которое подтвердило установленное в деле «Роу против Уэйда» право на аборт. Впоследствии Саутер примкнул к либеральным судьям Верховного суда, присоединяясь к ним по вопросам прав на аборт, контроля над оружием, молитвы в школе и позитивной дискриминации, что вызвало разочарование консерваторов. В 2000 году он был одним из четырёх судей, выразивших особое мнение по решению «Буш против Гора», но в результате решения большинства победителем президентских выборов стал Джордж Буш-младший. В 2006 году Саутер стал автором решения большинства в деле «Джорджия против Рандольфа», постановив, что при возражении одного из жильцов против обыска в доме без санкции судьи найденные при обыске улики не могут быть использованы против этого жильца. В то же время иногда Саутер присоединялся к своим более консервативным коллегам: например, в деле 2008 года по выбросу нефти из танкера «Эксон Валдиз» (он занял сторону компании «ExxonMobil») или в деле 2001 года об аресте женщины за вождение без ремня безопасности (Саутер счёл, что арест истицы за вождение без ремня безопасности не нарушает Четвёртую поправку).
После перехода Саутера в либеральный лагерь многие республиканцы взяли на вооружение девиз «Больше никаких Саутеров!» (англ. No More Souters!), а президенты-республиканцы стали выдвигать в Верховный суд кандидатов, чей консерватизм был более ярко выражен.

## Отставка

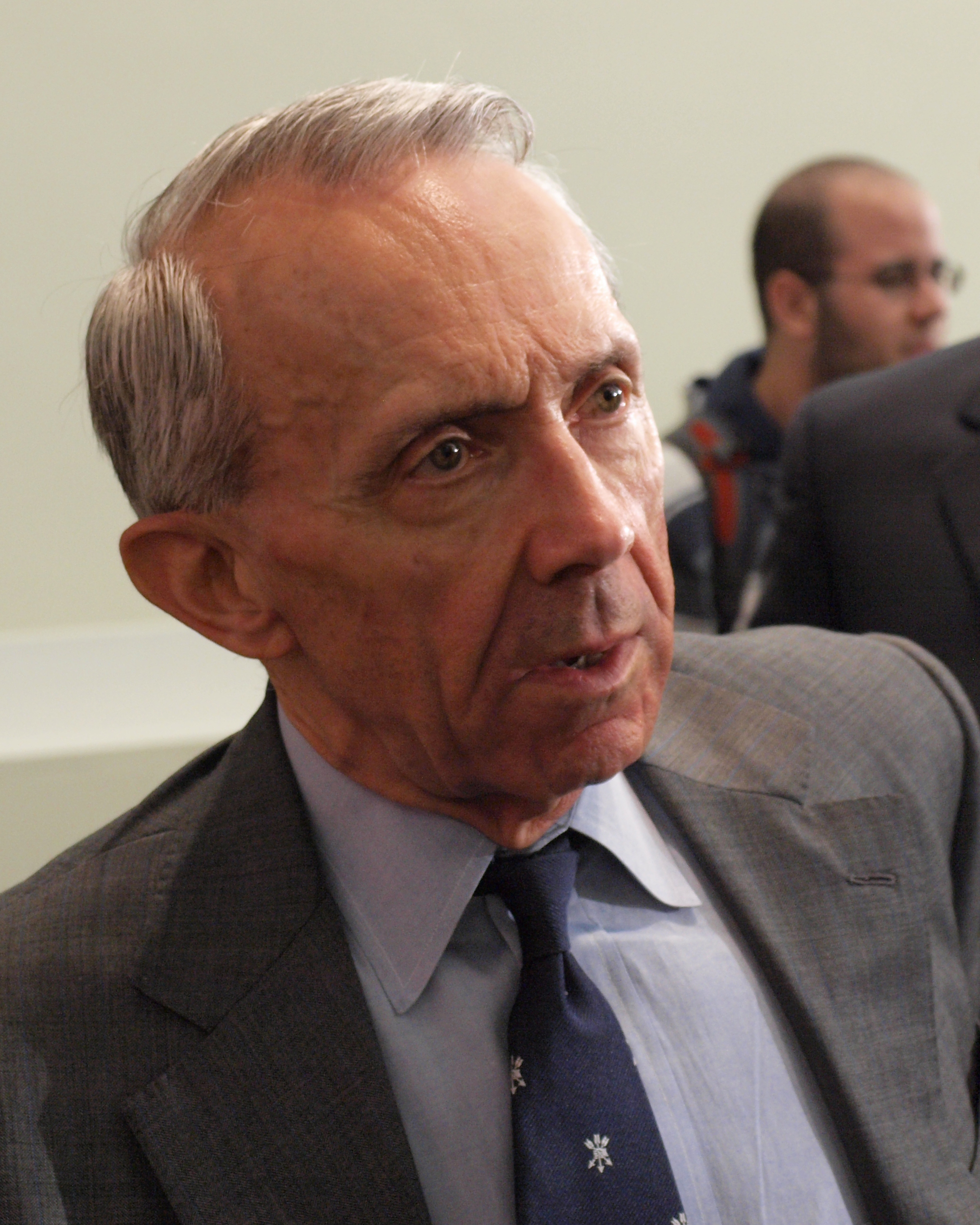
Дэвид Саутер через несколько месяцев после своей отставки

Весной 2009 года Саутер известил Белый дом о намерении уйти на пенсию, что позволило президенту-демократу Бараку Обаме выдвинуть кандидата в члены Верховного суда США. В числе потенциальных преемников Саутера называли судью апелляционного суда Соню Сотомайор, Генерального солиситора США Елену Каган (она вошла в состав Верховного суда годом позже, после ухода на пенсию Джона Пола Стивенса), губернатора Массачусетса Деваля Патрика и университетского профессора Гарварда Касса Санстейна. Летом 2009 преемницей Саутера стала Соня Сотомайор.
На момент отставки Саутер был младше, чем пять из восьми его коллег по Верховному суду.
После отставки Дэвид Саутер больше десяти лет принимал участие в заседаниях Апелляционного суда первого округа США.

## Признание
Саутер — член Американского философского общества (1994) и Американской академии искусств и наук (1997).

## Частная жизнь
Саутер, в своё время включённый The Washington Post в список десяти самых завидных женихов в Вашингтоне, никогда не был женат, хотя и был некоторое время помолвлен.
Саутер не любил Вашингтон и называл свою работу «лучшей в мире работой в худшем в мире городе». Столице он предпочитал свой сельский дом в Нью-Гэмпшире, куда и ездил на автомобиле (Саутер не любил летать на самолётах) во время летнего перерыва в работе суда. Он отказывался от интервью и редко фотографировался. За 19 лет работы в Вашингтоне Саутер не распаковывал вещи, перевезённые из Нью-Гэмпшира. Он любил пробежки, прогулки и горные походы, а также чтение (личная библиотека Саутера составляла тысячи книг). Саутер обычно обедал йогуртом и яблоком вместо полноценного приёма пищи, не любил пользоваться электронной почтой или мобильными телефонами и писал свои судебные мнения перьевой ручкой. Из коллег по Верховному суду он был наиболее дружен с Сандрой О’Коннор и Рут Бейдер Гинзбург. В 1996 году Саутер выступил против видеозаписи заседаний Верховного суда.
В 2004 году Саутер был ограблен во время пробежки в Вашингтоне.
К моменту своей отставки Саутер был самым богатым членом Верховного суда США: благодаря инвестициям в нью-йоркский банк его состояние составляло от 6 до 30 миллионов долларов США. Вскоре после отставки Саутер за полмиллиона долларов купил другой дом в Нью-Гэмпшире, в стиле кейп-код, потому что хотел жить в одноэтажном доме и опасался, что его предыдущий дом может оказаться недостаточно устойчивым для его личной библиотеки.

### Смерть
Умер 8 мая 2025 года у себя дома в Нью-Гэмпшире в возрасте 85 лет. Председатель Верховного суда США Джон Робертс после смерти Саутера отметил его необычайную мудрость и доброту в служении обществу.